# Snoglide
Das Snoglide ist eine Mischung aus Snowboard und Skateboard, also ein Skateboard, mit dem man auf Schnee fahren kann. Dafür ist nur wenig Schnee nötig.

## Aufbau
Das Deck ist ein wasserfest verleimtes Skateboarddeck. Darauf ist ein rutschfester Gummibelag verklebt, der für einwandfreien Halt bei Schnee und Nässe sorgt. Die daran befestigte Sicherungsleine (leash), die einfach ums Handgelenk geschlungen wird, ist für Anfänger eine gut Hilfe für einen sicheren Stand und für Fortgeschrittene lassen sich damit neue Tricks einüben.
Die beiden Gleitelemente sind aus speziellem Kunststoff und nach vorne und hinten beweglich gelagert. Sie haben Führungsrillen, welche das Snoglide auf der Spur halten.

## Benutzung
Da die Füße nicht, wie beim Snowboard, mit einer Bindung am Deck befestigt sind, ist schnelles Auf- und Abspringen möglich und Tricks wie mit dem Skateboard sind so auch im Winter machbar. Das Snoglide lässt sich problemlos in beide Richtungen fahren und auch weite Kurven sind kein Problem.